# Marssonina
Genre
Marssonina est un genre de champignons de la famille des Dermateaceae, dont on pense aujourd'hui qu'il constitue le stade asexué (anamorphe ou forme imparfaite) du genre Diplocarpon.

## Liste d'espèces
D'après la 10e édition du Dictionary of the Fungi (2007), ce genre contient les espèces suivantes :
- Marssonina betulae
- Marssonina daphnes
- Marssonina dispersa
- Marssonina kriegeriana
- Marssonina necans
- Marssonina salicigena
- Marssonina sorbi

Selon Catalogue of Life (19 juin 2013) :
- Marssonina betulae
- Marssonina daphnes
- Marssonina dispersa
- Marssonina kriegeriana
- Marssonina necans
- Marssonina salicigena
- Marssonina sorbi

Selon Index Fungorum (19 juin 2013) :
- Marssonina acaciae (Cooke & Massee) Magnus 1906
- Marssonina acerina (Westend.) Magnus 1906
- Marssonina actaeae (Bres.) Magnus 1906
- Marssonina actinostemmae (Tassi) Magnus 1906
- Marssonina aegopodii (A.L. Sm. & Ramsb.) Grove 1937
- Marssonina agaves (Earle) Magnus 1906
- Marssonina alni Karak. 1951
- Marssonina andurnensis (Ces.) Magnus 1906
- Marssonina apicalis (Ellis & Everh.) Magnus 1906
- Marssonina artocarpi Bat. 1954
- Marssonina atragenes (Thüm.) Magnus 1906
- Marssonina aurantiaca (Link) Magnus 1906
- Marssonina balsamiferae Y. Hirats. 1984
- Marssonina baptisiae (Ellis & Everh.) Magnus 1906
- Marssonina betulae (Lib.) Magnus 1906
- Marssonina bracteosa Dearn. & Barthol. 1917
- Marssonina bupleuri Vasyag. 1971
- Marssonina californica (Ellis & Everh.) Magnus 1906
- Marssonina campanulae (Bres. & Allesch.) Magnus 1906
- Marssonina canadensis A.T. Bolton 1963
- Marssonina capsulicola (Rostr.) Magnus 1906
- Marssonina carnea (Vestergr.) Magnus 1906
- Marssonina carpogena (Cooke & Harkn.) Arx 1957
- Marssonina carthami (Fukui) Karak. 1951
- Marssonina celastri H.D. Shin & H.T. Lee 1999
- Marssonina celtidis Bremer 1947
- Marssonina ceratocarpi Lobik 1928
- Marssonina chamerionis (Rostr.) Magnus 1906
- Marssonina chrysothamni Solheim 1970
- Marssonina clematidicola U. Braun 1992
- Marssonina daphnes (Roberge ex Desm.) Magnus 1906
- Marssonina decolorans Kabát & Bubák 1904
- Marssonina deformans (Cooke & Massee) Magnus 1906
- Marssonina dimocarpi Q. Wang & C.Y. Lai 2004
- Marssonina dispersa Nannf. 1931
- Marssonina ershadii Svrček 1980
- Marssonina erythraeae (Siemaszko) Karak. 1951
- Marssonina erythreae (Siemaszko) Karak. 1950
- Marssonina euphorbiae H. Ruppr. 1958
- Marssonina euphoriae Chuan F. Zhang & P.K. Chi 1996
- Marssonina extremorum (Syd. & P. Syd.) Died. 1915
- Marssonina flourensiae (Speg.) Cash 1972
- Marssonina forsythiae (Lind) Karak. 1951
- Marssonina forsythiae Lind 1950
- Marssonina fraserae (Ellis & Everh.) Magnus 1906
- Marssonina fraxini (Ellis & Davis) Ellis & Davis 1914
- Marssonina gei N.F. Buchw. 1958
- Marssonina gladioli Annal. 1975
- Marssonina gloeodes (H.C. Greene) H.C. Greene 1952
- Marssonina graminicola (Ellis & Everh.) Magnus 1906
- Marssonina grossulariae (Oudem.) Magnus 1906
- Marssonina halostachyos Kalymb. 1962
- Marssonina helosciadii (Fautrey & Lambotte) Magnus 1906
- Marssonina indica Hasija 1963
- Marssonina ipomoeae (Cooke & Massee) Magnus 1906
- Marssonina junonis Annal. 1974
- Marssonina kirchneri Hegyi 1911
- Marssonina kriegeriana (Bres.) Magnus 1906
- Marssonina lappae (A.L. Sm. & Ramsb.) Grove 1937
- Marssonina lindii Nannf. 1931
- Marssonina lonicerae (Harkn.) Magnus 1906
- Marssonina lorentzii (Speg.) Magnus 1906
- Marssonina manschurica (Naumov) Karak. 1951
- Marssonina martinii (Sacc. & Ellis) Magnus 1906
- Marssonina matteiana (Sacc.) Karak. 1951
- Marssonina medicaginis (W. Voss) Magnus 1906
- Marssonina melampyri (Trail) Magnus 1906
- Marssonina meliloti (Trel.) Magnus 1906
- Marssonina melonis Dolan 1947
- Marssonina moravica Picb. 1937
- Marssonina myricariae (Rostr.) Magnus 1906
- Marssonina necans (Ellis & Everh.) Magnus 1906
- Marssonina neilliae (Harkn.) Magnus 1906
- Marssonina nigricans (Ellis & Everh.) Magnus 1906
- Marssonina obclavata D.F. Farr 1993
- Marssonina obscura (Romell) Magnus 1906
- Marssonina obtusata (Maubl.) Mouch. 2000
- Marssonina ochroleuca (Berk. & M.A. Curtis) Lenz 1950
- Marssonina pakistanica B. Sutton & J. Webster 1984
- Marssonina piriformis (Riess) Magnus 1906
- Marssonina polygoni Vasyag. 1971
- Marssonina poonensis Patw. & A.K. Pande 1970
- Marssonina populicola Miura 1930
- Marssonina pruinosae Zaprom. 1928
- Marssonina pruni Vassiljevsky 1928
- Marssonina psidii B. Sutton 1986
- Marssonina pteridis Naumov
- Marssonina punctiformis (Ellis & Everh.) Arx 1957
- Marssonina quercina (G. Winter) Lentz 1950
- Marssonina quercus (Peck) Magnus 1906
- Marssonina radiosa (Ach. ex Fr.) Jørst. 1962
- Marssonina rhabdospora (Ellis & Everh.) Magnus 1906
- Marssonina rhamni (Ellis & Everh.) Magnus 1906
- Marssonina rhois (Westend.) Arx 1957
- Marssonina ribicola (Ellis & Everh.) Magnus 1906
- Marssonina rubiginosa (Ellis & Everh.) Magnus 1906
- Marssonina salicigena (Bubák & Vleugel) Nannf. 1931
- Marssonina salicina Tehon 1933
- Marssonina salicis (Trail) Magnus 1906
- Marssonina salicis-purpureae Jaap 1916
- Marssonina sandu-villei Manoliu & Mítítíuc 1976
- Marssonina santonensis (Pass.) Magnus 1906
- Marssonina saxifragae Arx 1957
- Marssonina senneais (Gonz. Frag.) Karak. 1951
- Marssonina sennenii (Gonz. Frag.) Karak. 1950
- Marssonina smilacina (Thüm.) Magnus 1906
- Marssonina sojicola Mashkina, M.I. Nikol. & Uspensk. 1982
- Marssonina sonchi (Dearn. & Bisby) Bisby 1938
- Marssonina sorbi Magnus 1906
- Marssonina staritzii (Bres.) Magnus 1906
- Marssonina stellariae (I.E. Brezhnev) Karak. 1951
- Marssonina stenospora (Ellis & Kellerm.) Magnus 1906
- Marssonina tetracerae (Racib.) Magnus 1906
- Marssonina thomasiana (Sacc.) Magnus 1906
- Marssonina toxicodendri (Ellis & G. Martin) Magnus 1906
- Marssonina tranzschelii Karak. 1951
- Marssonina truncatula (Sacc.) Magnus 1906
- Marssonina veratri (Ellis & Everh.) Magnus 1906
- Marssonina violae (Pass.) Magnus 1906
- Marssonina viticola (I. Miyake) F.L. Tai 1937
- Marssonina zanthoxyli Chona & Munjal 1956
- Marssonina zanthoxyli Y.J. Lu & G.L. Li 1995

Selon MycoBank (19 juin 2013) :
- Marssonina acaciae
- Marssonina acerina
- Marssonina actaeae
- Marssonina actinostemmae
- Marssonina aegopodii
- Marssonina agaves
- Marssonina alni
- Marssonina andurnensis
- Marssonina apicalis
- Marssonina aquilegiae
- Marssonina artocarpi
- Marssonina atragenes
- Marssonina aurantiaca
- Marssonina balsamiferae
- Marssonina baptisiae
- Marssonina betulae
- Marssonina bracteosa
- Marssonina brunnea
- Marssonina bupleuri
- Marssonina californica
- Marssonina campanulae
- Marssonina canadensis
- Marssonina capsulicola
- Marssonina carnea
- Marssonina carpogena
- Marssonina carthami
- Marssonina castagnei
- Marssonina celastri
- Marssonina celtidis
- Marssonina ceratocarpi
- Marssonina chamaenerii
- Marssonina chrysothamni
- Marssonina clematidicola
- Marssonina clematidis
- Marssonina coronaria
- Marssonina coronariae
- Marssonina daphnes
- Marssonina decolorans
- Marssonina deformans
- Marssonina delastrei
- Marssonina dimocarpi
- Marssonina dispersa
- Marssonina ershadii
- Marssonina erythraeae
- Marssonina erythreae
- Marssonina euphorbiae
- Marssonina euphoriae
- Marssonina extremorum
- Marssonina flourensiae
- Marssonina forsythiae
- Marssonina fragariae
- Marssonina fraserae
- Marssonina fraxini
- Marssonina gei
- Marssonina gladioli
- Marssonina gloeodes
- Marssonina graminicola
- Marssonina grossulariae
- Marssonina halostachyos
- Marssonina helosciadii
- Marssonina holostachyos
- Marssonina indica
- Marssonina ipomoeae
- Marssonina juglandis
- Marssonina junonis
- Marssonina kirchneri
- Marssonina kriegeriana
- Marssonina lappae
- Marssonina lindii
- Marssonina lonicerae
- Marssonina lorentzii
- Marssonina mali
- Marssonina manschurica
- Marssonina martinii
- Marssonina matteiana
- Marssonina medicaginis
- Marssonina melampyri
- Marssonina meliloti
- Marssonina melonis
- Marssonina moravica
- Marssonina myricariae
- Marssonina necans
- Marssonina neilliae
- Marssonina nigricans
- Marssonina obclavata
- Marssonina obscura
- Marssonina obtusata
- Marssonina ochroleuca
- Marssonina omphalodis
- Marssonina pakistanica
- Marssonina panattoniana
- Marssonina piriformis
- Marssonina polygoni
- Marssonina poonensis
- Marssonina populi
- Marssonina populicola
- Marssonina populina
- Marssonina populi-nigrae
- Marssonina potentillae
- Marssonina pruinosae
- Marssonina pruni
- Marssonina psidii
- Marssonina pteridis
- Marssonina punctiforme
- Marssonina punctiformis
- Marssonina quercina
- Marssonina quercus
- Marssonina radiosa
- Marssonina rhabdospora
- Marssonina rhamni
- Marssonina rhois
- Marssonina ribicola
- Marssonina rosae
- Marssonina rubiginosa
- Marssonina salicicola
- Marssonina salicigenum
- Marssonina salicina
- Marssonina salicis
- Marssonina salicis-purpureae
- Marssonina sambuci
- Marssonina sandu-villeae
- Marssonina sandu-villei
- Marssonina santonensis
- Marssonina saxifragae
- Marssonina secalis
- Marssonina senneais
- Marssonina sennenis
- Marssonina sennensis
- Marssonina smilacina
- Marssonina sojaecola
- Marssonina sojicola
- Marssonina sonchi
- Marssonina sorbi
- Marssonina staritzii
- Marssonina stellariae
- Marssonina stenospora
- Marssonina tetracerae
- Marssonina thomasiana
- Marssonina toxicodendri
- Marssonina transzschelii
- Marssonina tranzschelii
- Marssonina tremulae
- Marssonina tremuloides
- Marssonina truncatula
- Marssonina tulasnei
- Marssonina veratri
- Marssonina violae
- Marssonina viticola
- Marssonina wyethiae
- Marssonina xanthophyla
- Marssonina zanthoxyli

Selon NCBI (19 juin 2013) :
- Marssonina brunnea
- Marssonina coronariae
- Marssonina mali
- Marssonina rosae